# Jolene
Jolene — пісня, яку написала та виконала американська кантрі-співачка Доллі Партон, випущена 15 жовтня 1973 року як перший та головний трек з її однойменного альбому, який продюсував Боб Фергюсон . 
Пісня посіла № 217 у списку 500 найкращих пісень усіх часів, що був опублікований у 2004 році. За словами Партон, з усіх її пісень, «Джолін» найбільше виконували та записували інші музиканти.
«Jolene» двічі була номінантом премії «Греммі» за найкращий виступ у стилі кантрі серед жінок (спочатку за оригінальний реліз та наступного року за живу версію); оригінальні версії нагороду не отримали, але все ж пісня Партон виборола премію «Греммі» через 43 роки після її першого виконання, у 2017 році акапельний гурт Pentatonix отримав нагороду у номінації за найкращий виступ кантрі-дуету/гурту, у її записі Партон теж брала участь.

## Зміст
У пісні розповідається про те, як виконавиця перебуває у конфронтації з Джолін, приголомшливо привабливою жінкою, яка, як побоюється Партон, уведе її коханого. Протягом пісні Партон закликає Джолін не відбирати його, але за змістом не є очевидним, що Джолін справді збирається вкрасти коханого Партон, пізніше це стало приводом появи пісень від імені Джолін.

## Історія
За словами Партон, на написання пісні надихнула рудоволоса працівниця банку, яка фліртувала з чоловіком Партон Карлом Діном. А ім'я та зовнішність Джолін належали молодій фанатці, яка чекала одного разу на автограф Партон біля сцени.  
Пісня стала другою у репертуарі Партон, що досягла першого місця у чартах кантрі-музики, а саме у лютому 1974 року. Станом на пусто 2019 рік було продано 935 000 цифрових копій пісні у США з моменту як вона стала доступною онлайн. 